# بطولة تونس لكرة السلة للرجال 1996–97
بطولة تونس لكرة السلة للرجال 1996–97 هو الموسم رقم 42 من بطولة تونس لكرة السلة للرجال.

فاز بهذا الموسم الزهراء الرياضية.

## روابط خارجية
- الموقع الرسمي للجامعة التونسية لكرة السلة.